# Eriocoelum oblongum
Eriocoelum oblongum är en kinesträdsväxtart som beskrevs av Ronald William John Keay. Eriocoelum oblongum ingår i släktet Eriocoelum och familjen kinesträdsväxter. Inga underarter finns listade i Catalogue of Life.